# Liste des buteurs à la Coupe d'Afrique des nations de football
Cet article présente les buteurs à la Coupe d'Afrique des nations depuis 1957.

## Classement historique des buteurs
| Buts | Joueurs |
| ---- | --- |
| 18   | 🇨🇲Samuel Eto'o |
| 14   | Laurent Pokou |
| 13   | Rashidi Yekini |
| 12   | Hassan El-Shazly |
| 11   | Patrick Mboma, Didier Drogba, Hossam Hassan |
| 10   | Joël Tiéhi, Francileudo Santos, Kalusha Bwalya, André Ayew, Pierre Ndaye Mulamba, Mengistu Worku |
| 9    | Manucho, Abdoulaye Traoré, Aboubakar Vincent,Sadio Mané |
| 8    | Ahmed Hassan, Asamoah Gyan, Wilberforce Mfum, Pascal Feindouno, Seydou Keita |
| 7    | Ali Abo Greisha, Taher Abouzaid, Benni McCarthy, Flávio Amado, Osei Kofi, Frédéric Kanouté, Jay-Jay Okocha, Chris Katongo, Roger Milla, Mohamed Salah |
| 6    | Riyad Mahrez, Lakhdar Belloumi, Shaun Bartlett, Karl Toko Ekambi Jean-Michel Mbono, Mohamed Aboutrika, Luciano Vassalo, George Alhassan, Abedi Pelé Jordan Ayew, Emilio Nsue Ahmed Faras, Segun Odegbami, Mayanga Maku, Djaksa, Pierre-Emerick Aubameyang, Gervinho, Julius Aghahowa, Youssef Msakni |
| 5    | Djamel Menad Baghdad Bounedjah , Siyabonga Nomvethe, Alain Traoré, Bertrand Traoré, Yaya Touré, Wilfried Bony, Salomon Kalou, Mohamed Diab Al Attar, Gedo, Hosni Abd Rabo, Amr Zaki, Emad Meteb, Mubarak Wakaso , Fantamady Keita, Youssef En-Nesyri, Peter Odemwingie, Mudashiru Lawal William Troost-Ekong Dieumerci Mbokani, Henri Camara |
| 4    | Rabah Madjer Hacène Lalmas Islam Slimani, John Moshoeu, Mark Williams, Aristide Bancé, Jean-Baptiste N'Doga, Geremi Njitap, Alphonse Tchami, Tchiressoua Guel, Kader Keita, Eustache Manglé, Max-Alain Gradel, Taha Basry, Hassan Shehata, Mostafa Mohamed Anthony Yeboah, Mamadou Aliou Kéïta, Titi Camara, Javier Balboa, Youssef Mokhtari, Emmanuel Emenike, Stephen Keshi, Baba Otu Mohammed Jean Kalala N'Tumba Jerry Tondelua, Mamadou Niang, Ali Gagarine, Edmond Apéti Kaolo, Mohamed Salah Jedidi, James Chamanga, Dennis Lota, Kenneth Malitoli, Emmanuel Mayuka |

## Meilleurs buteurs par édition
| Année | Joueur | Buts |
| ----- | --- | ---- |
| 1957  | Mohamed Ad-Diba                                                                                              | 5    |
| 1959  | Mahmoud Al-Gohary                                                                                            | 3    |
| 1962  | Abdel Fattah Badawi Mengistu Worku                                                                           | 3    |
| 1963  | Hassan El-Shazly                                                                                             | 6    |
| 1965  | Ben Acheampong Osei Kofi Eustache Manglé                                                                     | 3    |
| 1968  | Laurent Pokou                                                                                                | 6    |
| 1970  | Laurent Pokou                                                                                                | 8    |
| 1972  | Fantamady Keita                                                                                              | 5    |
| 1974  | Pierre Ndaye Mulamba                                                                                         | 9    |
| 1976  | Mamadou Aliou Kéïta                                                                                          | 4    |
| 1978  | Phillip Omondi Opoku Afriyie Segun Odegbami                                                                  | 3    |
| 1980  | Khaled Labied Segun Odegbami                                                                                 | 3    |
| 1982  | George Alhassan                                                                                              | 4    |
| 1984  | Taher Abouzaid                                                                                               | 4    |
| 1986  | Roger Milla                                                                                                  | 4    |
| 1988  | Lakhdar Belloumi Roger Milla Abdoulaye Traoré Gamal Abdelhamid                                               | 2    |
| 1990  | Djamel Menad                                                                                                 | 4    |
| 1992  | Rashidi Yekini                                                                                               | 4    |
| 1994  | Rashidi Yekini                                                                                               | 5    |
| 1996  | Kalusha Bwalya                                                                                               | 5    |
| 1998  | Hossam Hassan Benni McCarthy                                                                                 | 7    |
| 2000  | Shaun Bartlett                                                                                               | 5    |
| 2002  | Patrick Mboma Salomon Olembe Julius Aghahowa                                                                 | 3    |
| 2004  | Patrick Mboma Frédéric Kanouté Youssef Mokhtari Jay-Jay Okocha Francileudo Santos                            | 4    |
| 2006  | Samuel Eto'o                                                                                                 | 5    |
| 2008  | Samuel Eto'o                                                                                                 | 5    |
| 2010  | Gedo | 5    |
| 2012  | Houssine Kharja Didier Drogba Chris Katongo Emmanuel Mayuka Cheick Diabaté Pierre-Emerick Aubameyang Manucho | 3    |
| 2013  | Emmanuel Emenike Wakaso Mubarak                                                                              | 4    |
| 2015  | Thievy Bifouma Dieumerci Mbokani Javier Balboa André Ayew Ahmed Akaichi                                      | 3    |
| 2017  | Junior Kabananga                                                                                             | 3    |
| 2019  | Odion Ighalo                                                                                                 | 5    |
| 2021  | Vincent Aboubakar                                                                                            | 9    |

## Afrique du Sud
Dernière participation : CAN 2023. Actualisé après la CAN 2023 (8 février 2024)
| 7 buts - Benedict McCarthy 6 buts - Shaun Bartlett 5 buts - Siyabonga Nomvethe 4 buts - John Moshoeu - Mark Williams | 2 buts - Siyabonga Sangweni - Elrio van Heerden - Bongani Zungu - Themba Zwane - Percy Tau 1 but - Mark Fish - May Mahlangu - Lehlohonolo Majoro - Oupa Manyisa - Mandla Masango - Phil Masinga - Thapelo Maseko | 1 but (suite) - Patrick Mayo - Helman Mkhalele - Thabo Mngomeni - Katlego Mphela - Dumisa Ngobe - David Nyathi - Thuso Phala - Tokelo Rantie - Sibusiso Zuma - Thembinkosi Lorch - Teboho Mokoena - Evidence Makgopa |

## Algérie
Dernière participation : CAN 2023. Actualisé après la CAN 2023 (30 janvier 2024)
| 6 buts - Riyad Mahrez - Lakhdar Belloumi 5 buts - Djamel Menad - Baghdad Bounedjah 4 buts - Hacène Lalmas - Rabah Madjer - Islam Slimani 3 buts - Djamel Amani - Salah Assad - Tedj Bensaoula - Billel Dziri - Adam Ounas | 2 buts - Hocine Achiou - Hocine Benmiloudi - Ali Meçabih - Chérif Oudjani - Moussa Saïb - Abdelhafid Tasfaout - El Arbi Hillel Soudani - Youcef Belaïli - Sofiane Feghouli 1 but - Nassim Akrour - Boualem Amirouche - Nabil Bentaleb - Hameur Bouazza - Madjid Bougherra - Nacer Bouiche - Nasser Bouiche - Abdelmalek Cherrad - Tahar Chérif El-Ouazzani - Ali Fergani - Abdelkader Ferhaoui - Farid Ghazi | 1 but (suite) - Faouzi Ghoulam - Rafik Halliche - Sofiane Hanni - Mokhtar Khalem - Nasredine Kraouche - Tarek Lazizi - Khaled Lounici - Rachid Maatar - Maamar Mamouni - Karim Maroc - Karim Matmour - Chaabane Merzekane - Fawzi Moussouni - Hocine Yahi - Brahim Zafour - Djamel Zidane - Sofiane Bendebka Contre son camp 1 but - Thulani Hlatshwayo - Okey Isima - William Troost-Ekong |

## Angola
Dernière participation : CAN 2023. Actualisé après la CAN 2023 (27 janvier 2024)
| 9 buts - Manucho 7 buts - Flávio Amado 4 buts - Gelson Dala 4 buts - Quinzinho - Mabululu 3 buts - Paulo Silva | 1 but - Joni - Paulão - Miguel Pereira - Lázaro - Maurito - Sebastião Gilberto - Mateus - Djalma Campos - Zini - Gilberto Contre son camp - Nando (1 but) |

## Bénin
Dernière participation : CAN 2019. Actualisé après la CAN 2021 (26 décembre 2022)
| 2 buts - Razak Omotoyossi - Mickaël Poté 1 but - Moussa Latoundji - Moïse Adilèhou | Contre son camp - Dario Khan (1 but) |

## Botswana
Dernière participation : CAN 2012. Actualisé après la CAN 2017 (26 décembre 2018)
| 1 but - Mogakolodi Ngele | 1 but (suite) - Diphetogo Selolwane |

## Burkina Faso(anciennementHaute-Volta)
Dernière participation : CAN 2021. Actualisé après la CAN 2021 (19 février 2024)
| 5 buts - Alain Traoré - Bertrand Traoré 4 buts - Aristide Bancé 2 buts - Moumouni Dagano - Préjuce Nakoulma - Alassane Ouédraogo - Kassoum Ouédraogo - Jonathan Pitroipa - Ousmane Sanou | 1 but - Oumar Barro - Issoufou Dayo - Roméo Kambou - Mamadaou Koïta - Djakaridja Koné - Ismael Koudou - Hubert Hien - Dieudonné Minoungou - Sidi Napon - Aboubakari Ouédraogo - Hassane Bandé - Cyrille Bayala - Gustavo Sangaré - Dango Ouattara | 1 but (suite) - Ibrahima Tallé - Koh Traoré - Seydou Traoré - Youssouf Traoré - Boureima Zongo - Djibril Ouattara - Blati Touré - Steeve Yago - Mohamed Konaté Contre son camp - Rudinilson Silva |

## Cameroun
Dernière participation : CAN 2023. Actualisé après la CAN 2023 (23 janvier 2024)
| 18 buts - Samuel Eto'o 11 buts - Patrick Mboma 9 buts - Vincent Aboubakar 7 buts - Roger Milla 6 buts - Karl Toko Ekambi 4 buts - Jean-Baptiste N'Doga - Geremi Njitap - Alphonse Tchami 3 buts - Théophile Abega - Marc-Vivien Foé - Joseph-Désiré Job - André Kana-Biyik - Emmanuel Maboang - Salomon Olembe - François Omam-Biyik | 2 buts - Bonaventure Djonkep - Achille Emana - Charles Léa Eyoum - Emmanuel Koum - Modeste M'Bami - Stéphane Mbia - Albert Meyong Ze - Louis-Paul M'Fédé - Benjamin Moukandjo - Michael Ngadeu-Ngadjui - Paul-Gaston N'Dongo - Jean-Marie Tsébo - Ernest Ebongué - Stéphane Bahoken 1 but - Jean-Paul Akono - Ibrahim Aoudou - Christian Bassogog - Christopher Wooh - Raymond Kalla | 1 but (suite) - Emmanuel Kundé - Mohammadou Idrissou - Cyrille Makanaky - Nicolas Nkoulou - Jean Manga Onguéné - Grégoire M'Bida - Lucien Mettomo - Philippe Mouthé - Georges Mouyémé - Emmanuel Mvé - René N'Djeya - Landry N'Guémo - Alain Nkong - Norbert Owona - Ambroise Oyongo - Sébastien Siani - Alphonse Tchami - Pierre Womé - Joseph Yegba Maya - Clinton Njie - Yaya Banana - Frank Magri - Jean-Charles Castelletto | Contre son camp - Mohammed Ali El Khider - Ahmed Hassan - Helder Vicente - James Gomez |

## Cap-Vert
Dernière participation : CAN 2023. Actualisé après la CAN 2023 (29 janvier 2024)
| 2 buts - Héldon Ramos - Ryan Mendes 1 but - Platini - Fernando Varela - Jamiro Monteiro - Garry Rodrigues - Bebé - Kevin Pina - Gilson Tavares - Bryan Teixeira |

## République du Congo(anciennementCongo-Brazzaville)
Dernière participation : CAN 2015. Actualisé après la CAN 2017 (26 décembre 2018)
| 6 buts - Jean-Michel Mbono 3 buts - Thievy Bifouma - François M'Pelé | 2 buts - Noël Minga - Paul Moukila - Jean-Jacques N'Domba - Pierre Tchibota | 1 but - Jonas Bahamboula - Férébory Doré - Jeannot Foutika - Sébastien Lakou | 1 but (suite) - Jacques Mamounoubala - Fabrice Ondama - Prince Oniangué |

## Côte d'Ivoire
Dernière participation : CAN 2023. Actualisé après la CAN 2023 (11 février 2024).
| 14 buts - Laurent Pokou 11 buts - Didier Drogba 10 buts - Joël Tiehi 9 buts - Abdoulaye Traoré 6 buts - Gervinho 5 buts - Wilfried Bony - Salomon Kalou - Yaya Touré 4 buts - Tchiressoua Guel - Kader Keita - Eustache Manglé - Max-Alain Gradel 3 buts - Boubacar Sanogo - Donald-Olivier Sié - Franck Kessié | 2 buts - Ibrahima Bakayoko - Michel Bassolé - Jean-Louis Bozon - Youssouf Falikou Fofana - Lucien Kassi-Kouadio - Kouman Kobinan - Bakari Koné - Diomandé Losseni - Ahmed Ouattara - Jonathan Kodjia - Wilfried Zaha - Nicolas Pépé - Sébastien Haller 1 but - Oumar Ben Salah - Joseph Bléziri - Lassina Diabaté - Serey Die - Aruna Dindane - Seydou Doumbia - Emmanuel Eboué - Michel Goba - Ani Gome | 1 but (suite) - Bonaventure Kalou - Wilfried Kanon - Tia Koffi - Kobenan Koma - Henri Konan - Adama Klofie Koné - Arouna Koné - Serge Maguy - Pascal Miézan - Kouassi N'Dri - François Tahi - Siaka Tiéné - Cheik Ismaël Tioté - Kandia Traoré - Moussa Traoré - Didier Ya Konan - Konan Yoboué - Marc-André Zoro - Sébastien Haller - Maxwel Cornet - Ibrahim Sangaré - Seko Fofana - Jean-Philippe Krasso - Simon Adingra - Oumar Diakité Contre son camp - Bakary Koné |

## Égypte(anciennementRépublique arabe unie)
Dernière participation : CAN 2021. Actualisé après la CAN 2021 (22 janvier 2024).
| 12 buts - Hassan Al Shazly 11 buts - Hossam Hassan 8 buts - Ahmed Hassan 7 buts - Ali Abo Greisha - Taher Abouzaid - Mohamed Salah 6 buts - Mohamed Aboutreika 5 buts - Hosny Abd Rabo - Mohamed Diab Al Attar - Mohamed Gedo - Emad Moteab - Amr Zaki 4 buts - Taha Basry - Hassan Shehata - Mostafa Mohamed 3 buts - Gamal Abdelhamid - Moustafa Abdou - Mahmoud Al-Gohary - Abdel Fattah Badawi | 3 buts (suite) - Ahmed El Kass - Mohamed Morsi Hussein - Ali Khalil - Mohamed Zidan - Ahmed al-Muhammadi - Trézéguet 2 buts - Essam Baheeg - Mahmoud El Khatib - Hazem Emam - Mido - Yasser Radwan - Bashir Abdel Samad 1 but - Gamal Abdel Azim - Magdi Abdelghani - Tamer Abdel Hamid - Adel Abdelrahman - Sayed Abdel Razek - Haider Abdel Shafi - Ahmed Abou Rehab - Mimi Al Sherbini - Raafat Attia - Mohamed Barakat - Ahmed Belal - Hamza El-Gamal | 1 but (suite) - Mohamed Elneny - Ramadan El Sayed - Mohamed El-Seyagui - Ahmed Fathy - Shawky Gharib - Abdel Haleem Ali - Maher Hammam - Ahmed Salah Hosny - Taha Ismail - Mahmoud Kahraba - Samir Kamouna - Ossama Khalil - Ali Maher - Ayman Mansour - Mokhtar Mokhtar - Tarek Mostafa - Mussad Nur - Hany Ramzy - Moustapha Reyadh - Abdallah Saïd - Saleh Selim - Imad Suleiman - Ayman Younes - Mohamed Abdelmonem - Omar Marmoush Contre son camp - Dario Khan - Ilunga Mwepu |

## Éthiopie
Dernière participation : CAN 2013. Actualisé après la CAN 2017 (13 février 2019)
| 9 buts - Mengistu Worku 6 buts - Luciano Vassalo 3 buts - Girma Tekle 2 buts - Shiferahu Solomon | 1 but - Shewangizaw Agonafer - Mohamed Ali - Girma Asmerom - Bekure-Tsion Gebre-Hiwot - Adane Girma - Girma Tesfaye - Seyoum Tesfaye - Italo Vassalo |

## Gabon
Dernière participation : CAN 2017. Actualisé après la CAN 2017 (15 février 2019)
| 6 buts - Pierre-Emerick Aubameyang 2 buts - Daniel Cousin - Brice Mackaya - Bruno Mbanangoyé Zita - Jim Allevinah | 1 but - Aurélien Bekogo - Malick Evouna - Fabrice Do Marcolino - Eric Mouloungui - Stéphane N'Guéma - Guy-Roger N'Zeng - Shiva N'Zigou - Aaron Boupendza |

## Gambie
Dernière participation : CAN 2023. Actualisé après la CAN 2023 (23 janvier 2024)
3 buts
- Ablie Jallow

2 buts
- Musa Barrow

1 buts
- Ebrima Colley

## Ghana
Dernière participation : CAN 2021. Actualisé après la CAN 2021 (22 janvier 2024)
| 10 buts - André Ayew 8 buts - Asamoah Gyan - Wilberforce Mfum 7 buts - Osei Kofi 6 buts - George Alhassan - Abedi Pelé - Jordan Ayew 5 buts - Wakaso Mubarak 4 buts - Anthony Yeboah 3 buts - Ben Acheampong - Opoku Afriyie - Junior Agogo - Charles Akonnor - Christian Atsu | 3 buts (suite) - Sulley Muntari - Frank Odoi (football) - Samuel Opoku Nti - Kwasi Owusu - Ibrahim Sunday 2 buts - Edward Acquah - Emmanuel Agyemang-Badu - Kwadwo Asamoah - Cecil Jones Attuquayefio - Kwame Ayew - Isaac Boakye - John Boye - Michael Essien - Willie Klutse - John Mensah - Prince Polley - Karim Abdul Razak - Alexander Djiku - Mohammed Kudus | 1 but - Felix Aboagye - Baba Adamu - Otto Addo - Edward Aggrey-Fynn - Matthew Amoah - Seth Amphadu - Kwesi Appiah - Haminu Dramani - John Essien - Mohammed Gargo - Malik Jabir - Samuel Johnson - Paa Nii Lutterodt - Kwame Nti - Alex Nyarko - Quincy Owusu-Abeyie - Mohammed Ahmed Polo - Richmond Boakye |

## Guinée
Dernière participation : CAN 2023. Actualisé après la CAN 2023 (28 janvier 2024).
| 8 buts - Pascal Feindouno 4 buts - N'jo Léa - Titi Camara 3 buts - Edenté - Souleymane Oularé - Bengally Sylla - Mohamed Lamine Yattara - Mohamed Bayo 2 buts - Ousmane Bangoura - Abdoul Razzagui Camara - Sadio Diallo - Kaba Diawara - Petit Sory - Morciré Sylla | 1 but - Mamadou Bah - Ismaël Bangoura - Sambegou Bangoura - Sidouba Bangoura - Moussa Camara - Naby Camara - Kévin Constant - Ibrahima Diawara - Oumar Kalabane - Chérif Souleymane - Naby Soumah - Thiam Ousmane Tolo - Ibrahima Traoré - Sory Kaba - Souleymane Youla - François Kamano - Aguibou Camara Contre son camp - Ghanem Sultan (1 but) |

## Guinée-Bissau
Dernière participation : CAN 2023. Actualisé après la CAN 2023 (18 janvier 2024)
1 but
- Juary
- Piqueti
- Zé Turbo

Contre son camp
- Esteban Obiang (1 but)

## Guinée équatoriale
Dernière participation : CAN 2023. Actualisé après la CAN 2021 (22 janvier 2024)
| 6 buts - Emilio Nsue 4 buts - Javier Balboa 2 buts - Ibán Salvador - Pablo Ganet - Jannick Buyla 1 but - Kily Álvarez - Iban Iyanga - Esteban Obiang - José Antonio Miranda |

## Kenya
Dernière participation : CAN 2019. Actualisé après la CAN 2023 (22 janvier 2024)
| 2 buts - Michael Olunga 1 but - Emmanuel Ake - John Baraza - Titus Mulama - Daniel Arudhi Nicodémus - Jonathan Niva - Dennis Oliech - Peter Ouma - Mickey Weche - Johanna Omolo |

## Liberia
Dernière participation : CAN 2002. Actualisé après la CAN 2017 (26 décembre 2018)
| 2 buts - Kelvin Sebwe 1 but - Prince Daye | 1 but (suite) - Mass Sarr - George Weah |

## Libye
Dernière participation : CAN 2012. Actualisé après la CAN 2017 (26 décembre 2018)
| 3 buts - Ali Al-Beshari 2 buts - Ihaab Boussefi - Ahmed Saad Osman | 1 but - Faraj Al-Bor'osi - Fawzi Al-Issawi - Abdul-Razak Jaranah - Abdesalam Kames | Contre son camp - Kamel Seddik (1 but) |

## Malawi
Dernière participation : CAN 2010. Actualisé après la CAN 2017 (26 décembre 2018)
| 2 buts - Russel Mwafulirwa 1 but - Davi Banda | 1 but (suite) - Elvis Kafoteka - Clifton Msiya - Harry Waya |

## Mali
Dernière participation : CAN 2023. Actualisé après la CAN 2023 (4 février 2024).
| 8 buts - Seydou Keita (football) 7 buts - Frédéric Kanouté 5 buts - Fantamady Keita 3 buts - Cheick Diabaté - Ibrahima Koné - Lassine Sinayoko 2 buts - Mamadou Bagayoko - Mahamadou Diarra - Mamadou Samassa - Bako Touré - Bassala Touré | 1 but - Sedonoude Abouta - Yves Bissouma - Dramane Coulibaly - Fernand Coulibaly - Soumaïla Coulibaly - Garra Dembélé - Moussa Diakhité - Amadou Diallo - Cheick Fantamady Diarra - Sigamary Diarra - Modibo Maïga - Bakary Sako - Modibo Sidibé - Nene Dorgeles | 1 but (suite) - Mohamed Sissoko - Adama Traoré - Bakary Traoré - Bakaye Traoré - Dramane Traoré - Moussa Traoré - Soumaila Traoré - Mustapha Yatabaré - Abdoulaye Diaby - Amadou Haidara - Moussa Marega - Diadie Samassékou - Adama Traoré (football, 05-06-1995) - Adama Traoré (football, 28-06-1995) - Massadio Haïdara - Hamari Traoré Contre son camp - Edmond Tapsoba (1 but) |

## Maroc
Dernière participation : CAN 2021. Actualisé après la CAN 2021 (21 janvier 2024)
| 6 buts - Ahmed Faras 5 buts - Youssef En-Nesyri 4 buts - Youssef Mokhtari 3 buts - Soufiane Alloudi - Youssouf Hadji - Houssine Kharja - Khaled Labied - Sofiane Boufal - Achraf Hakimi 2 buts - Hassan Amcharrat - Marouane Chamakh - Saïd Chiba - Abdelkrim Merry Krimau - Abdeslam Ouaddou - Abdelâali Zahraoui - Hicham Zerouali - Romain Saïss | 1 but - Ahmed Abouali - Hicham Aboucherouane - Rachid Alioui - Nabil Baha - Ahmed Bahja - Salaheddine Bassir - Younès Belhanda - Rachid Benmahmoud - Aziz Bouhaddouz - Larbi Chebbak - Issam El Adoua - Youssef El-Arabi - Mustapha El Haddaoui - Talal El Karkouri - Ali El Khattabi - Youssef Fertout - Mustapha Fetoui | 1 but (suite) - Redouane Guezzar - Mustapha Hadji - Abdelilah Hafidi - Ahmed Makrouh - Tahir Mustapha - Hassan Nader - Abdelfettah Rhiati - Said Rokbi - Youssef Safri - Mohammed Sahil - Tarik Sektioui - Abdallah Tazi - Jawad Zaïri - Monsef Zerka - Mbark Boussoufa - Zakaria Aboukhlal - Selim Amallah - Azzedine Ounahi - Hakim Ziyech Contre son camp - Jones Chilengi (1 but) |

## Maurice
Dernière participation : CAN 1974. Actualisé après la CAN 2017 (26 décembre 2018)
2 buts
- Dany Imbert

## Mauritanie
Dernière participation : CAN 2021. Actualisé après la CAN 2021 (20 janvier 2024)
1 buts
- Moctar Sidi El Hacen
- Sidi Bouna Amar
- Aboubakary Koita
- Mohamed Dellahi Yali

## Mozambique
Dernière participation : CAN 2023. Actualisé après la CAN 2021 (22 janvier 2024)
| 1 but - Avelino - Fumo - Miró - Tico-Tico - Witi - Clésio Bauque - Geny Catamo - Reinildo Mandava |

## Namibie
Dernière participation : CAN 2023. Actualisé après la CAN 2023 (16 janvier 2024)
| 2 buts - Brian Brendell - Eliphas Shivute - Gervatius Uri Khob | 1 but - Ricardo Mannetti - Robert Nauseb - Simon Uutoni - Deon Hotto |

## Niger
Dernière participation : CAN 2013. Actualisé après la CAN 2017 (26 décembre 2018)
1 but
- William N'Gounou

## Nigeria
Dernière participation : CAN 2023. Actualisé après la CAN 2023 (11 février 2024)
| 13 buts - Rashidi Yekini 7 buts - Jay-Jay Okocha 6 buts - Julius Aghahowa - Segun Odegbami 5 buts - Mudashiru Lawal - Peter Odemwingie - Odion Ighalo - William Troost-Ekong 4 buts - Emmanuel Emenike - Stephen Keshi - Baba Otu Mohammed 3 buts - Yakubu Aiyegbeni - Garba Lawal - Obafemi Martins - John Utaka - Ademola Lookman | 2 buts - Mutiu Adepoju - Emmanuel Amuneke - Tijjani Babangida - Victor Ikpeba - Haruna Ilerika - Sunday Mba - John Obi Mikel - Victor Moses - Victor Nsofor Obinna - Sam Ojebode - Clement Temile - Thompson Usiyan - Samuel Chukwueze 1 but - Ademola Adeshina - Adokiye Amiesimaka - Ali Bala - Joseph Bassey - Christian Chukwu - Raphael Chukwu - Elderson Echiejile - Humphrey Edobor - Shipozor Ehilegbu - Umar Sadiq - Moses Simon | 1 but (suite) - Friday Ekpo - Martins Eyo - Finidi George - Brown Ideye - Benedict Iroha - Okey Isima - Ahmed Musa - Henry Nwosu - Chinedu Obasi Ogbuke - Christian Obodo - Uche Okechukwu - Okepe - Emmanuel Okocha - Ndubuisi Okosieme - Samuel Okwaraji - Onya - Ifeanyi Onyedika - Emmanuel Osigwe - Felix Owolabi - Samson Siasia - Taye Ismaila Taiwo - Joseph Yobo - Kelechi Iheanacho - Alex Iwobi - Kenneth Omeruo - Victor Osimhen Contre son camp - Abderrazak Belgherbi (1 but) - Opa Sanganté (1 but) |

## Ouganda
Dernière participation : CAN 2017. Actualisé après la CAN 2017 (13 février 2019).
| 3 buts - Stanley Mubiru - Phillip Omondi 2 buts - Godfrey Kisitu - Denis Obua | 1 but - Jonathan - Farouk Miya - Jimmy Muguwa - Samuel Musenze - Abdulla Nasur | 1 but (suite) - Moses Nsereko - Polly Ouma - Edward Semwanga |

## République démocratique du Congo(anciennementCongo-Léopoldville,Congo-Kinshasa,Zaïre)
Dernière participation : CAN 2023. Actualisé après la CAN 2023 (3 février 2024).
| 9 buts - Pierre Ndaye Mulamba 6 buts - Mayanga Maku 5 buts - Dieumerci Mbokani 4 buts - Jean Kalala N'Tumba - Jerry Tondelua 3 buts - Junior Kabananga - Etepe Kakoko - Pierre Kalala Mukendi - Kidumu Mantantu - Léon Mungamuni - Cédric Bakambu 2 buts - Jérémy Bokila - Nicodème Kabamba - Papy Kimoto - Paul-José M'Poku - Trésor Mputu - Lokenge Mungongo - Yoane Wissa - Chancel Mbemba | 1 but - Kabasu Babo - Eddy Bembuana-Keve - Yannick Bolasie - Yves Essende - Eugène Kabongo Ngoy - André Kalonzo - Banza Kasongo - Neeskens Kebano - Okitankoyi Kimoto - Papy Kimoto - Joël Kimwaki - Mundaba Kisombe - Andre Ngole Kona - Basaula Lemba - Lomana LuaLua - Roger Lukaku - Alain Masudi - Ekofo Mbungu - Tueba Menayane - Saio Mokili - Firmin Mubele - Jonathan Bolingi - Britt Assombalonga | 1 but (suite) - Jean-Santos Muntubila - Ignace Muwawa - Gary Ngassebe - Nsumbu Ngoy - Shabani Nonda - Elias Tshimanga - Yves Yuvuladio - Morceau Lutonadio Di Vita - Silas Katompa Mvumpa - Meschack Elia - Arthur Masuaku Contre son camp - Abdul-Zaher Al-Saka (1 but) |

## Rwanda
Dernière participation : CAN 2004. Actualisé après la CAN 2017 (26 décembre 2018)
| 1 but - João Elias | 1 but (suite) - Karim Kamanzi | 1 but (suite) - Saïd Makasi |

## Sénégal
Dernière participation : CAN 2023. Actualisé après la CAN 2023 (23 janvier 2024)
| 9 buts - Sadio Mané 5 buts - Henri Camara 4 buts - Mamadou Niang 3 buts - Jules Bocandé - Papa Bouba Diop - Moussa Sow - Ismaïla Sarr 2 buts - Louis Camara - Salif Diao - Yatma Diop - Yatma Diouck - Kara Mbodj - Matar Niang - Souleymane Camara - Lamine Camara - Habib Diallo | 1 but - Issa Ba - Moustapha Bayal Sall - Habib Beye - Victor Diagne - Abdoulaye Diagne-Faye - Mamadou Diallo - Lamine Diatta - Doudou Diongue - Papakouli Diop - El Hadji Diouf - Mame Biram Diouf - Khalilou Fadiga - Pape Fall - Momath Gueye - El Hadji Oumar Guèye - Diomansy Kamara - Salif Keita | 1 but (suite) - Abdoulaye Mbaye - Moussa Ndao - Deme N'Diaye - Dame N'Doye - Henri Saivet - Souleymane Sané - Pape Sarr - Athanas Tendeng - Thierno Youm - Pape Gueye - Abdoulaye Seck - Iliman Ndiaye Contre son camp - Abdelhakim Serrar (1 but) |

## Sierra Leone
Dernière participation : CAN 1996. Actualisé après la CAN 2017 (26 décembre 2018)
| 1 but - Mohammed Kallon | 1 but (suite) - Gbassay Sessay |

## Soudan
Dernière participation : CAN 2012. Actualisé après la CAN 2017 (13 février 2019)
| 6 buts - Djaksa 4 buts - Gagarine 3 buts - Muhammed El-Bashir El-Issed - Hasabu | 2 buts - Mohamed Ahmed Bashir - Ahmed Bushara Wahba - Mudathir El Tahir - Siddiq Manzoul | 1 but - Darissa - Ibrahim Yahia El-Kuwarti - Kamal Abdel Wahab - Jakdoul |

## Tanzanie
Dernière participation : CAN 2023. Actualisé après la CAN 2023 (21 janvier 2023)
| 2 buts - Thuwein Waziri - Simon Msuva | 1 but - Juma Mkambi - Mbwana Samatta |

## Togo
; Dernière participation : CAN 2017. Actualisé le 26 décembre 2018.
| 4 buts - Edmond Apéti Kaolo 2 buts - Mohamed Kader - Massamesso Tchangaï 1 but - Emmanuel Adebayor - Komlan Assignon - Jonathan Ayité | 1 but (suite) - Matthieu Dossevi - Franck Doté - Serge Gakpé - Kodjo Fo Doh Laba - Rafiou Moutairou - Lantame Ouadja - Mamam Cherif Touré - Dové Wome |

## Tunisie
Dernière participation : CAN 2023. Actualisé après la CAN 2023 (20 janvier 2024).
| 10 buts - Francileudo Santos 7 buts - Youssef Msakni 4 buts - Mohamed Salah Jedidi - Wahbi Khazri 3 buts - Ahmed Akaichi - Imed Ben Younes - Zoubaier Baya - Adel Sellimi | 2 buts - Khaled Badra - Selim Benachour - Raouf Ben Aziza - Chaouki Ben Saada - Mehdi Ben Slimane - Tahar Chaïbi - Abdelmajid Chetali - Yassine Chikhaoui - Hassen Gabsi - Ziad Jaziri - Issam Jemâa - Naïm Sliti - Zied Tlemçani - Ali Zitouni - Taha Yassine Khenissi | 1 but - Mohamed Ali Akid - Walid Azaiez - Abdelkader Ben Hassen - Hédi Berrekhissa - Riadh Bouazizi - Najeh Braham - Moncef Chérif - Amine Chermiti - Mongi Dalhoum - Zouhaier Dhaouadi - Kamel Gabsi - Kaïs Ghodhbane - Karim Haggui - Radhi Jaïdi - Ali Kaabi - Saber Khalifa | 1 but (suite) - Khaled Korbi - Chedly Laaouini - Mohsen Labidi - Abdelwahab Lahmar - Rached Meddeb - Ammar Merrichkou - Jawhar Mnari - Mohamed Ali Moncer - Khaled Mouelhi - Faouzi Rouissi - Mejdi Traoui - Ferjani Sassi - Naïm Sliti - Seifeddine Jaziri - Hamza Mathlouthi - Hamza Rafia Contre son camp - Aïssa Mandi (1 but) - Aurélien Chedjou (1 but) |

## Zambie
Dernière participation : CAN 2023. Actualisé après la CAN 2023 (21 janvier 2024).
| 10 buts - Kalusha Bwalya 7 buts - Chris Katongo 4 buts - James Chamanga - Dennis Lota - Kenneth Malitoli - Emmanuel Mayuka 3 buts - Bernard Chanda - Peter Kaumba - Elijah Litana - Jacob Mulenga | 2 buts - Johnson Bwalya - Webster Chikabala - Rainford Kalaba - Obby Kapita - Simon Kaushi - Godfrey Munshya 1 but - Michael Chabala - Laughter Chilembe - Tenant Chilumba - Godfrey Chitalu - Gift Kampamba - Felix Katongo - Rotson Kilambe - Hillary Makasa - Linos Makwaza - Joseph Mapulanga | 1 nut (suite) - Collins Mbesuma - Vincent Mutale - Kennedy Mweene - Iron Njovu - Bizwell Phiri - Patrick Phiri - Zeddy Saileti - Evans Sakala - Given Singuluma - Brighton Sinyangwe - Stophira Sunzu - Elijah Tana - Masauso Tembo - Kings Kangwa - Patson Daka Contre son camp - Peter Fregene (1 but) |

## Zimbabwe
Dernière participation : CAN 2017. Actualisé après la CAN 2017 (26 décembre 2018).
| 3 buts - Peter Ndlovu 1 but - Joel Lupahla - Kudakwashe Mahachi - Nyasha Mushekwi - Knowledge Musona | 1 but (suite) - Benjani Mwaruwari - Adam Ndlovu - Tendai Ndoro - Esrom Nyandoro Contre son camp - Issah Ahmed (1 but) |